# Anacamptodes lurida
Anacamptodes lurida là một loài bướm đêm trong họ Geometridae.